# Colúria
La colúria és la presència de bilirrubina en l'orina. La colúria és un signe comú de les malalties del fetge, com l'hepatitis i la cirrosi. Pot ser descrit com una orina fosca o de color marró, sovint és referit com de color de Coca-Cola. La colúria generalment es manifesta quan la bilirubina en sèrum és major d'1,5 mg/dL. La presència de colúria és un signe útil per distingir si algú que es presenta amb icterícia té una malaltia del fetge (hiperbilirrubinèmia directa) o una hemòlisi (hiperbilirrubinèmia indirecta). En el primer cas, els pacients tenen una colúria a causa de l'excés de bilirubina conjugada ("directa") en la sang, que s'elimina pels ronyons. L'hemòlisi, per contra, es caracteritza per bilirubina no conjugada ("indirecta") que s'uneix a l'albúmina i, per tant, no s'elimina en l'orina.